# Philippe Sella
Philippe Sella (* 14. Februar 1962 in Tonneins) ist ein ehemaliger französischer Rugby-Union-Spieler, der auf der Position des Innendreiviertels spielte. Er war für mehrere Jahre Rekordnationalspieler der Welt, bis ihn Jason Leonard überholen konnte.

## Karriere
Sella ging mit 20 Jahren zum französischen Club SU Agen, wo er 13 Jahre lang spielte. Dort gewann er zweimal die französische Meisterschaft und die Challenge Yves du Manoir. Mit dem Ende der Weltmeisterschaft 1995 und der damit einhergehenden Professionalisierung des Sports wechselte er nach England zu den Saracens, wo er 1998 seine Karriere beendete. Dort spielte er zusammen mit dem Australier Michael Lynagh, einem der Topscorer des Sports. Die Mannschaft um diese beiden internationalen Topstars schaffte es, 1998 den Tetley’s Bitter Cup zu gewinnen, bis heute der wichtigste Titelgewinn der Saracens.
Sein Nationalmannschaftsdebüt gab er 1982 gegen Rumänien als Außendreiviertel. Bald darauf wechselte er auf seine Stammposition Innendreiviertel und konnte dort seine Schnelligkeit, Gewandtheit und seine Spielintelligenz ausnutzen. Zudem verfügte er über hervorragende Pass- und Tacklefähigkeiten, sodass er als einer der vielseitigsten und gefährlichsten Spieler seiner Zeit gilt. Ihm gelangen in 111 Länderspielen 30 Versuche, damit ist er hinter Serge Blanco und Philippe Saint-André auf Rang drei der französischen Versuchsstatistik. Er nahm an den ersten Weltmeisterschaften 1987 und an der WM 1991 sowie 1995 teil und legte dort insgesamt fünf Versuche. Mit der französischen Nationalmannschaft erreichte er neben dem zweiten Platz bei der WM 1987 sechs Siege bei den Five Nations, darunter ein Grand Slam.
Sella wurde 1999 in die International Rugby Hall of Fame und 2008 in die World Rugby Hall of Fame aufgenommen. 2008 übernahm er die Leitung der U20-Nationalmannschaft Frankreichs, mit der er bei den Weltmeisterschaften in der Vorrunde gegen Wales, durch einen Versuch in der Nachspielzeit, ausschied.